# Gare de Kisarazu
La gare de Kisarazu (木更津駅, Kisarazu-eki) est une gare ferroviaire de la ville de Kisarazu, dans la préfecture de Chiba au Japon. Elle est exploitée par la compagnie JR East.

## Situation ferroviaire
La gare de Kisarazu est située au point kilométrique (PK) 31,3 de la ligne Uchibō. Elle marque le début de la ligne Kururi.

## Histoire
La gare a été inaugurée le 21 août 1912.

## Service des voyageurs

### Accueil
La gare dispose d'un bâtiment voyageurs, avec guichets, ouvert tous les jours.

### Desserte
- Ligne Uchibō :
  - voies 1 et 2 : direction Soga, Chiba et Tokyo
  - voie 3 : direction Tateyama et Awa-Kamogawa

- Ligne Kururi :
  - voie 4 : direction Kururi et Kazusa-Kameyama